# Římskokatolická farnost u kostela Panny Marie Pomocnice v Brně-Žabovřeskách
Římskokatolická farnost u kostela Panny Marie Pomocnice v Brně-Žabovřeskách je územním společenstvím římských katolíků v rámci brněnského děkanství brněnské diecéze s farním kostelem Panny Marie Pomocnice křesťanů.

## Historie farnosti
Obec Žabovřesky v minulosti patřila do komínské farnosti. Ve třicátých letech 20. století žilo v Žabovřeskách (už jako součásti města Brna) přibližně 15 tisíc obyvatel. Vznikla proto snaha vybudovat zde nový kostel. V roce 1939 do Brna-Žabovřesk přišli salesiáni, kteří zde vybudovali dřevěnou oratoř (středisko mládeže) s kaplí Panny Marie Pomocnice křesťanů. Salesinánská komunita zde fungovala do roku 1950, kdy byla kvůli komunistickému režimu nucena odejít. V objektu však pod vedením starších oratoriánů nadále pokračovala činnost oratoře, a to do roku 1961, kdy zde byly zakázány bohoslužby. Budova tehdy začala sloužit jako tělocvična a hudební škola, roku 1965 však vyhořela a zůstala z ní pouze část. Po sametové revoluci v roce 1989 byla komunita salesiánů v Brně-Žabovřeskách obnovena a na vrácených pozemcích se jim podařilo vybudovat nový kostel Panny Marie Pomocnice křesťanů, který byl posvěcen v květnu 1995. K 1. lednu 2000 byla zřízena samostatná žabovřeská farnost, která je spravována salesiány.

## Duchovní správci
Farnost od jejího vzniku spravují salesiáni. Od června 2002 do své smrti 10. prosince 2013 byl farářem P. Josef Daněk, SDB. Po jeho smrti se stal administrátorem farnosti P. Mgr. Jan Stuchlík, SDB.  Od 1. září 2014 byl farářem ustanoven P. Mgr. Maxmilián Dřímal, SDB. Ten byl ke konci roku 2016 vyvázán ze služby v brněnské diecézi a administrátorem byl jmenován opět Jan Stuchlík. Toho s platností od 1. září 2018 nahradil jako administrátor P. Mgr. Pavel Glogar, SDB.

## Primice
Ve farnosti slavil primici:
- Bc. Tomáš Žižkovský, DiS (2016) [9]

## Bohoslužby
| Kostel                         | Místo           | Bohoslužba (den)                                 | Hodina | Poznámka     |
| ------------------------------ | --------------- | ------------------------------------------------ | --- | ------------ |
| Panny Marie Pomocnice křesťanů | Brno-Žabovřesky | neděle pondělí úterý středa čtvrtek pátek sobota | 7:30, 9:30, 11:00, 18:00 7:00, 18:00 7:00 7:00, 18:00 7:00, 18:00 (bohoslužba v 18:00 je studentskou mší) 7:00, 18:00 | farní kostel |
| svatého Václava                | Brno-Žabovřesky | úterý                                            | 18:00 | kaple        |

## Aktivity ve farnosti
Dnem vzájemných modliteb farností za bohoslovce a bohoslovců za farnosti brněnské diecéze je 17. březen. Adorační den připadá na nejbližší neděli po 25. říjnu.
Ve farnosti se pravidelně koná tříkrálová sbírka. Při sbírce v roce 2016 se vybralo 42 896 korun.
Dále se také ve farnosti a přilehlém středisku mládeže koná každý rok 26. prosince akce Živý betlém. V jeho rámci vždy proběhne sbírka oblečení pro lidi bez domova..
Farní kostel je možné si prohlédnout během každoroční Noci kostelů, ve vánočním období v rámci projektu Křesťanské Vánoce . Velmi úzký kontakt farnost udržuje s místním Salesiánským střediskem mládeže, se kterým se setkává především na poli činnosti pro mladé lidi. 
Ve farnosti funguje pastorační a ekonomická rada, působí pěvecký sbor a dětský sboreček. Při salesiánském středisku mládeže působí sbor Capella polyphonica salesiana. Každou neděli mají návštěvníci bohoslužeb možnost navštívit farní kavárnu v prostorách pod kostelem. Pro ministranty pořádá farnost každý rok výlety, celoroční bodovací hru a o prázdninách ministrantskou chaloupku. Farnost vydává společně se Salesiánským střediskem mládeže čtyřikrát ročně časopis Žabokuk.